# Медведь-Камень
Медведь-Камень (Ермаково Городище) — скалистая возвышенность Уральских гор, на правом берегу реки Тагил, на северо-западной окраине Нижнего Тагила в Свердловской области России. Крайняя северо-западная точка города. Высота над уровнем моря — 288 метров.

## Географическое положение
Скальный массив Медведь-Камень расположен на правом берегу реки Тагил, в муниципальном образовании «город Нижний Тагил» Свердловской области, в 4 километрах к северу от посёлка Евстюниха с абсолютной высотой до 294 метра. Природно-исторический, ландшафтный природный памятник, место туризма.

## Описание
Гора имеет обширный лесистый покров, вершина скалистая. Со стороны реки Тагил гора имеет огромный массивный скальный утёс (шихан). Своё название получила из-за причудливой формы, напоминающей сверху профиль гигантского лежащего медведя. С вершины открывается красивейший вид на окрестности: вьющуюся внизу реку, зеленые поляны, леса и горные цепи на горизонте. На востоке вдалеке видны трубы НТМК. На высочайшей точке скалы стоит металлическая триангуляционная вышка.
Скальный массив в толще горы сложен сиенитами (породами, близкими к граниту, но без содержания кварца). В глубине горы сиениты имеют красивый розовый цвет, но с поверхности они выветрились, и потому розовый цвет переходит в бурый.

## История
У манси эти места издавна считались священными. Манси называли Медведь-камень Елпинг-Куэ («Святой камень») и Хоба-Елпинг («Медведь-Святой»). Сохранилось предание о том, что здесь зимовал Ермак Тимофеевич на пути в Сибирь, дружина строила суда. Об этом свидетельствовала надпись, найденная на старинном памятном столбе. Стоянка названа Ермаковым Городищем и открыта в 1945 году профессором О. Н. Бадером.

### Верхтагильский городок
Верхтагильский городок основан в излучине Тагила между рекой и Медведь-Камнем в 1583 году князем Семёном Болховским по пути в Сибирь, где он оставил воеводой нижегородского сына боярского Рюму Языкова, служившего в его отряде стрелецким сотником. В летописи так изложено событие в Верхтагильском городке: 
А воевода в нём был с Москвы Рюма Языков. И был у тово воеводы с собою привезён казанской кот большей. И всё де ево подле себя держал Рюма. И тот кот спящему ему горло преяде и до смерти заяде в том городке.
 В 1586/87 году прислан на воеводство муромец Григорий Елизаров. В 1588/89 на Тагиле воеводами были ржевские дворяне Василий Андреевич Квашнин, вскоре переведённый в Новгород и Иван Иванович Ордин-Нащокин. В 1588 году гарнизон Верхнетагильского городка во главе с И. Ординым-Нащокиным был переведён на реку Лозьва, где был поставлен Лозьвинский городок. Верхтагильский острог был разобран, городок остался «покинут впусте».